# Santeuil (Eure-et-Loir)
Santeuil is een gemeente in het Franse departement Eure-et-Loir (regio Centre-Val de Loire) en telt 269 inwoners (2005). De plaats maakt deel uit van het arrondissement Chartres. Sinds maart 2001 is Gérard Maquet de burgemeester van de gemeente. Zijn voorganger, Philippe Chauveau, was van juni 1995 tot maart 2001 burgemeester.

## Geografie
De oppervlakte van Santeuil bedraagt 9,4 km², de bevolkingsdichtheid is 28,6 inwoners per km².
De onderstaande kaart toont de ligging van Santeuil (Eure-et-Loir) met de belangrijkste infrastructuur en aangrenzende gemeenten.

## Demografie
Onderstaande figuur toont het verloop van het inwonertal (bron: INSEE-tellingen).